# Kalkidan Gezahegne
Kalkidan Gezahegne Befkadu (arabisch كالكيدان جيزاهين, * 8. Mai 1991 in Addis Abeba) ist eine bahrainische Mittel- und Langstreckenläuferin äthiopischer Herkunft, die sich auf den 1500-Meter-Lauf spezialisiert hat. Sie ist seit 2013 für Bahrain startberechtigt.

## Sportliche Laufbahn
International trat Kalkidan Gezahegne bei den Afrikameisterschaften 2008 in Addis Abeba, bei denen sie im 800-Meter-Lauf in der ersten Runde ausschied. Anschließend gewann sie bei den Juniorenweltmeisterschaften im polnischen Bydgoszcz in 4:16,58 min die Silbermedaille über 1500 Meter hinter der Britin Stephanie Twell. Im Jahr darauf gewann sie bei den Juniorenafrikameisterschaften in Bambous ebenfalls die Silbermedaille hinter der Südafrikanerin Caster Semenya. Sie qualifizierte sich auch für die Weltmeisterschaften in Berlin und belegte dort in 4:08,81 min den neunten Rang im 1500-Meter-Lauf. Ihren bisher größten Erfolg feierte sie mit dem Titelgewinn bei den Hallenweltmeisterschaften 2010 in Doha in 4:08,14 min. Sie wurde damit zur jüngsten Hallenweltmeisterin in der Geschichte. 2011 qualifizierte sie sich erneut für die Weltmeisterschaften in Daegu und erreichte dort in 4:06,42 min Rang fünf.
Daraufhin wurde sie von Verletzungen zwei Jahre lang ausgebremst und entschied sich 2013, für Bahrain zu starten. 2017 nahm sie im 5000-Meter-Lauf an den Weltmeisterschaften in London teil und belegte im Finale den 14. Platz. 2018 nahm sie erstmals an den Asienspielen in Jakarta teil und gewann dort die Goldmedaillen über 1500 und 5000 Meter.
2021 stellte sie im portugiesischen Maia mit 29:50,77 min einen neuen Landesrekord im 10.000-Meter-Lauf auf und qualifizierte sich damit für die Teilnahme an den Olympischen Spielen in Tokio, bei denen sie in 29:56,18 min die Silbermedaille hinter der Niederländerin Sifan Hassan gewann. Am 3. Oktober 2021 gelang ihr beim Giants Geneva mit 29:38 min ein neuer Weltrekord über die 10 km.

## Persönliche Bestleistungen
- 800 Meter: 2:10,35 min, 3. Mai 2008 in Addis Abeba
- 1500 Meter: 4:00,97 min, 29. Mai 2011 in Hengelo
  - 1500 Meter (Halle): 4:03,28 min, 10. Februar 2010 in Stockholm
- 1 Meile: 4:37,76 min, 7. September 2008 in Rieti
  - 1 Meile (Halle): 4:24,10 min, 20. Februar 2010 in Birmingham
- 3000 Meter: 8:34,65 min, 4. September 2018 in Zagreb
  - 3000 Meter (Halle): 8:37,47 min, 19. Februar 2011 in Birmingham
- 5000 Meter: 15:07,19 min, 10. August 2017 in London
- 10.000 Meter: 29:50,77 min, 8. Mai 2021 in Maia
- 10 Kilometer: 29:38 min, 3. Oktober 2021 in Genf (Weltrekord)